# Erhardt Gißke
Erhardt Gißke (auch Ehrhardt Gisske; * 2. März 1924 in Schönstedt; † 19. Juli 1993 in Berlin) war ein deutscher Architekt und Generalbaudirektor der DDR. Unter seiner Leitung entstanden einige der bedeutendsten Bauten der DDR in Ost-Berlin.

## Leben und Werk

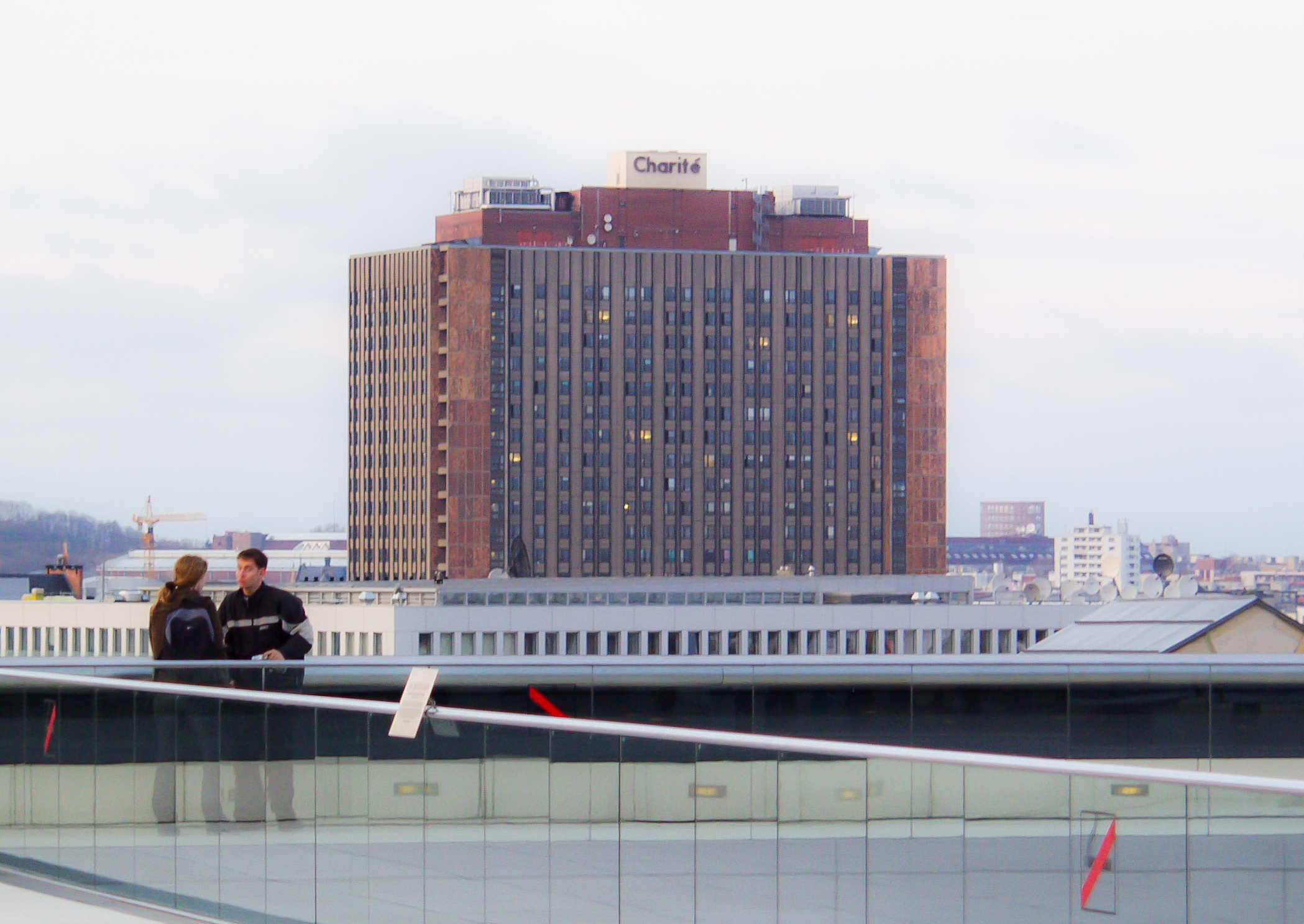
Bettenhaus der Charité

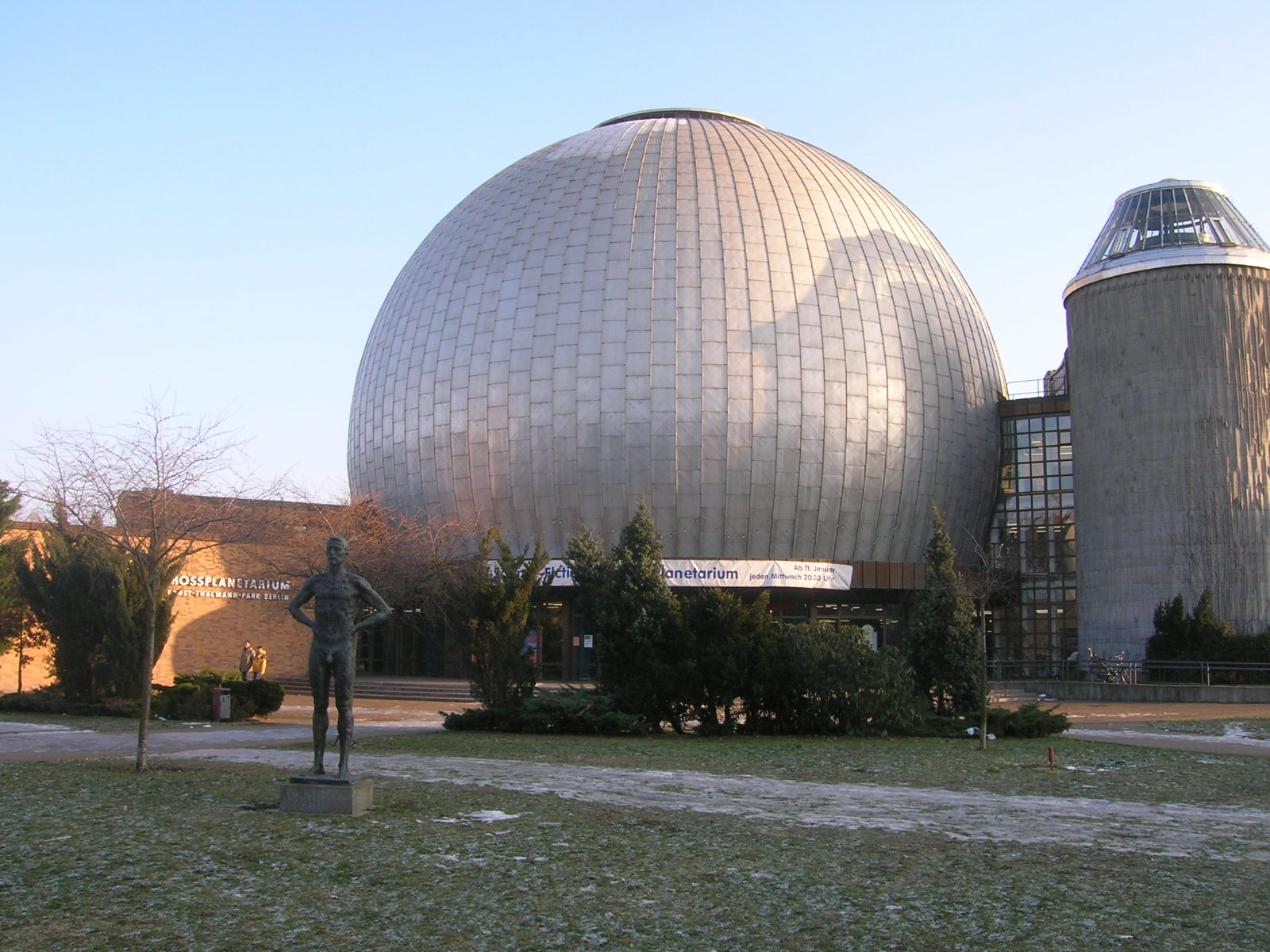
Zeiss-Großplanetarium Berlin

Nach Abschluss der Volksschule absolvierte Gißke zunächst eine Maurerlehre, danach studierte er an der Staatsbauschule (Baugewerkschule) Gotha Architektur (1941–1943). Am 12. Januar 1942 beantragte er die Aufnahme in die NSDAP und wurde zu 1. September desselben Jahres aufgenommen (Mitgliedsnummer 9.225.457). Nach dem Krieg wurde er Mitglied der KPD und 1946 mit der Zwangsvereinigung von SPD und KPD Mitglied der SED.
Nach erfolgreichem Studiumabschluss arbeitete Gißke in der Planungsabteilung eines volkseigenen Baubetriebes in Bad Langensalza.
Als der Ort Bruchstedt am 23. Mai 1950 durch eine Hochwasserkatastrophe zu rund 80 Prozent zerstört worden war, berief der Erste Sekretär der SED-Landesleitung Thüringen Erich Mückenberger Erhardt Gißke zum Chef des Bauwesens, um einen schnellen Wiederaufbau zu organisieren, was ihm innerhalb von nur 50 Tagen gelang. In Thüringen arbeitete Gißke danach in Architektenkollektiven mit, die mit der Erstellung des Wintersportzentrums Oberhof (Rennrodelbahn Oberhof, Schanzenanlage im Kanzlersgrund und andere) im Thüringer Wald und dem Bau von Sportstätten in Leipzig beauftragt waren.
In Ost-Berlin erfolgte in den 1950er Jahren die Konzentration der DDR-Bautätigkeit auf die Stalinallee, bei welcher das NAW eine größere Rolle spielte. So beauftragte der Berliner Magistrat Erhardt Gißke mit der technischen Leitung, anfänglich für die Organisation der Trümmerbahn, mit deren Einsatz die kriegszerstörten Ruinen in diesem Gebiet beseitigt wurden; die Trümmerbahn stellte 1955 hier ihren Betrieb ein. Im Jahr 1956 erhielt Gißke die Berufung zum Stellvertreter des Chefarchitekten von Berlin, Hermann Henselmann, womit er für die bauliche Umsetzung der städtebaulichen Pläne und architektonischen Projekte Henselmanns zuständig war.
Im Jahr 1958 ernannte der Berliner Magistrat Erhardt Gißke zum Baudirektor. 1964 wurde er Direktor des Instituts für Industriebau an der Bauakademie der DDR, wo er 1969 promovierte und 1973 zum Professor berufen wurde. Im Jahr 1973 wurde Gißke Generaldirektor der Aufbauleitung Sondervorhaben der Hauptstadt Berlin, dann Generaldirektor der Baudirektion Berlin. In dieser Funktion unterstanden ihm insbesondere die Planungskollektive und er war für die Materialbeschaffung und den Einsatz von Bauhilfskräften zuständig, wobei auch Bausoldaten der NVA für die Erstellung der Bauten zum Einsatz kamen.
Erhardt Gißke war maßgeblich an der Realisierung folgender repräsentativer Bauvorhaben der Ära Erich Honeckers in Ost-Berlin beteiligt:
| - Palast der Republik (1973–1976, abgerissen ab 2006) - Berliner Dom (vereinfachte Wiederherstellung, 1975–1981) - Internationales Handelszentrum (1976–1978) - Pionierpalast Ernst Thälmann (1976–1979) - Konzerthaus Berlin (Wiederaufbau, 1976–1984) - Centrum-Warenhaus am Ostbahnhof (größtes Kaufhaus der DDR, 1977–1979) - Palasthotel (Berlin) (1977–1979, abgerissen 2001) | - Charité (Neubau eines Bettenhauses, 1977–1982) - SEZ (Sport- und Erholungszentrum) in Friedrichshain (1978–1981) - Nikolaiviertel (1980–1987) - Friedrichstadtpalast (1981–1984) - Haus der Russischen Wissenschaften und Kultur in Mitte (1982–1984) - Ernst-Thälmann-Park (Wohnkomplex, 1984–1986) - Interhotel Grand Hotel Berlin (1985–1987) |  |

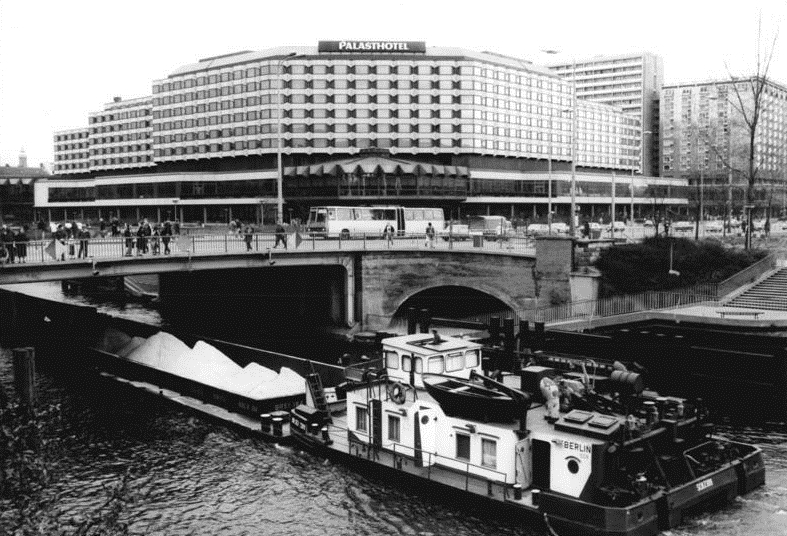
Palasthotel vom Palast der Republik aus aufgenommen, 1985
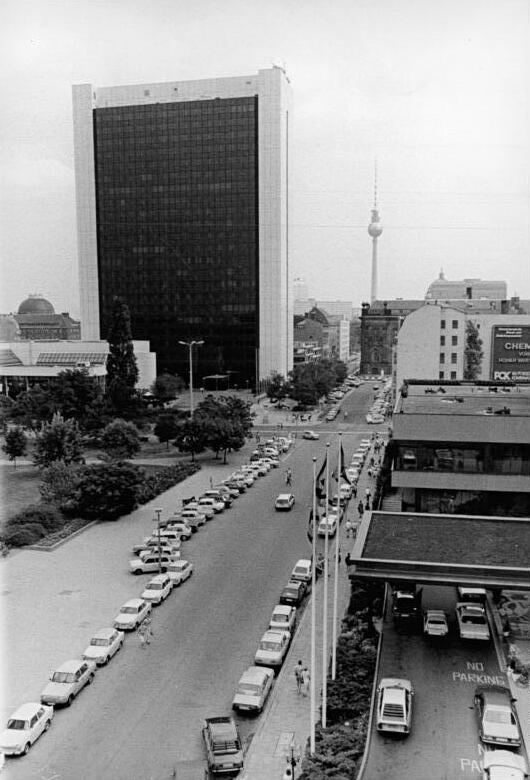
Internationales Handelszentrum
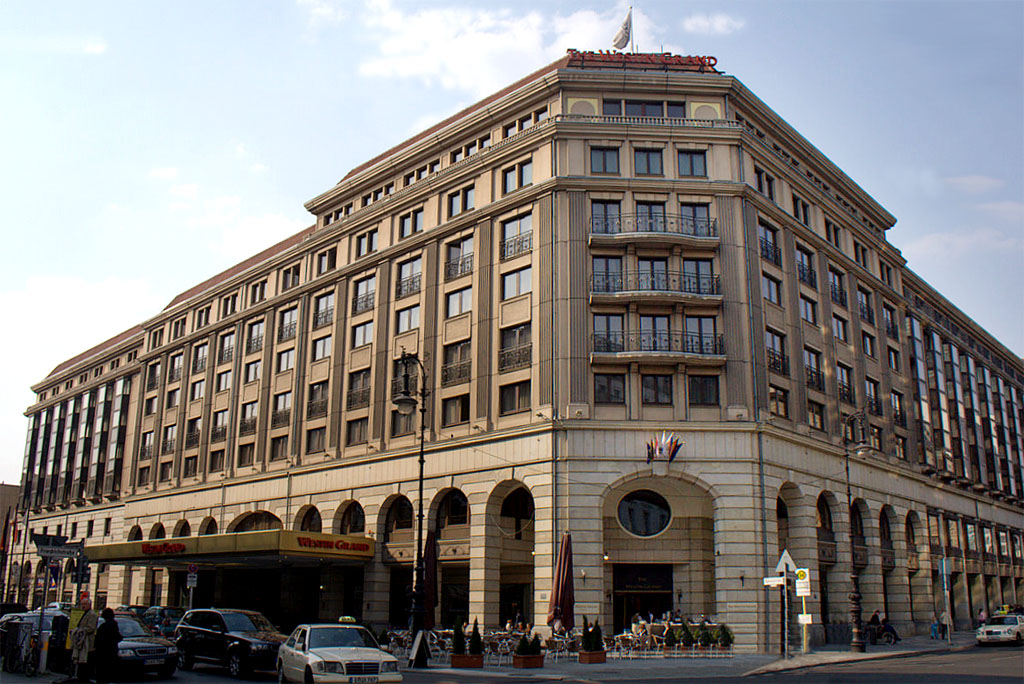
Grandhotel Berlin
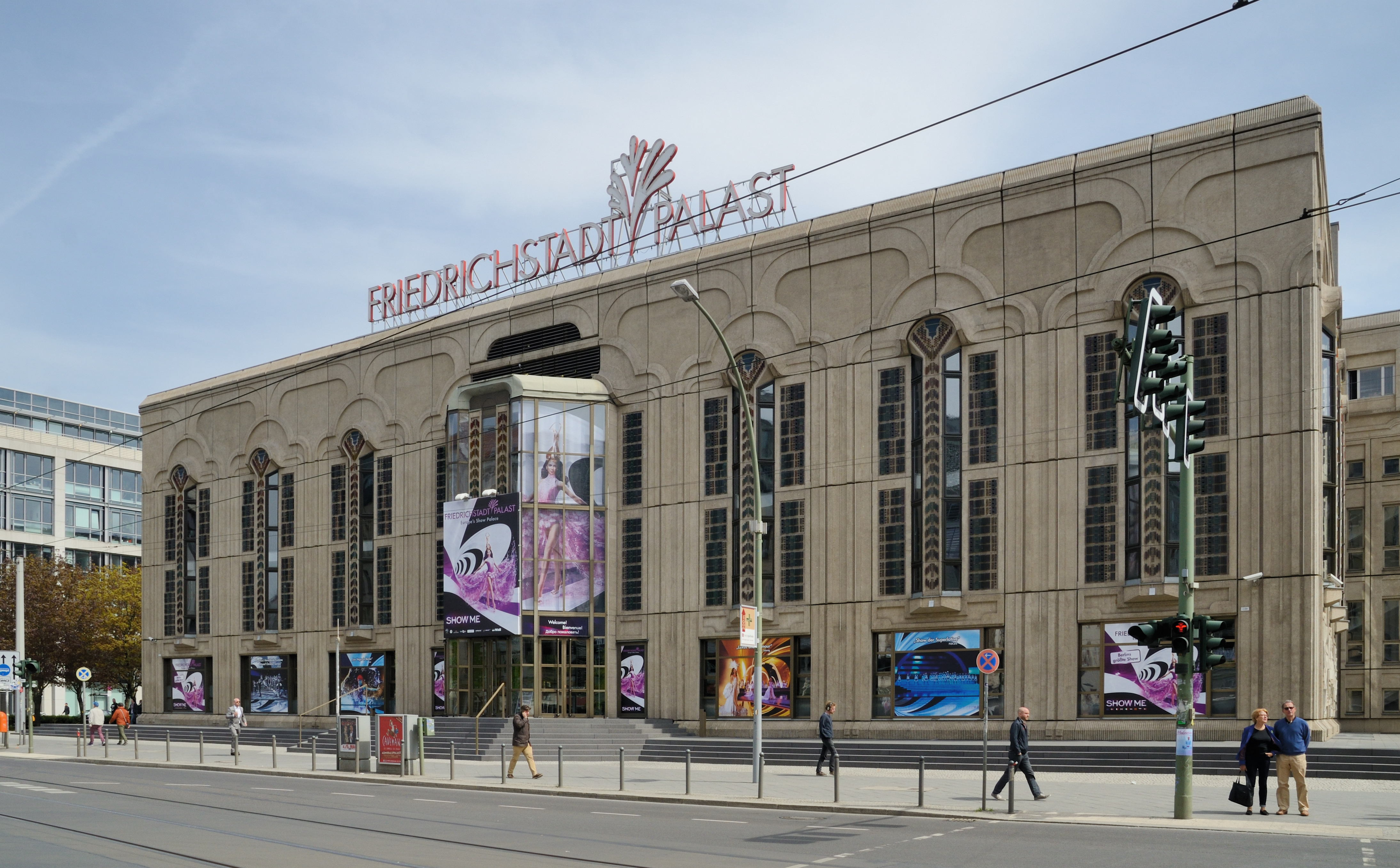
(Neuer) Friedrichstadtpalast

Henselmann widmete ihm am 24. Juli 1993 unter dem Titel Ein Macher von leidenschaftlichem Tatendrang in Neues Deutschland einen Nachruf.

## Ehrungen
Gißke war Träger des Vaterländischen Verdienstordens in Gold (1979) und des Karl-Marx-Ordens (1984). Mit dem Nationalpreis der DDR wurde er dreimal ausgezeichnet: 1969 erhielt er ihn III. Klasse für Wissenschaft und Technik, 1976 in I. Klasse für Wissenschaft und Technik und 1986 in II. Klasse für Kunst und Literatur.

## Veröffentlichungen
- Bauen – mein Leben. Dietz, Berlin 1988, ISBN 3-320-01410-2 (Autor).
- Nikolaiviertel und Friedrichswerdersche Kirche. Aufbau und Rekonstruktion. Bauakademie der Deutschen Demokratischen Republik, Berlin 1988 (Mitw.).
- Bauen in Berlin. 1973–1987. Koehler u. Amelang, Leipzig 1987, ISBN 3-7338-0040-0 (Hrsg.)